# Leonardo Zamora Legaspi
Leonard Zamora Legaspi OP (Meycauayan, 25 de novembro de 1935 - Manila, 8 de agosto de 2014) foi Arcebispo de Cáceres.
Leonard Zamora Legaspi ingressou na ordem dominicana e foi ordenado sacerdote em 17 de dezembro de 1960. Ele recebeu um diploma de bacharel em filosofia de Hong Kong (1955) e um diploma de teologia da Pontifícia e Real Universidade de São Tomás de Aquino em Manila (1962). Ele recebeu seu PhD em Teologia (1962) e Filosofia (1975) pela UST Manila. Ele obteve um mestrado em gestão educacional pela Harvard Business School (1971).
Legaspi atuou em vários escritórios de educação e ensino superior, incluindo presidente do departamento de seminários da Associação Educacional Católica das Filipinas (CEAP) e professor e reitor da faculdade de teologia da Pontifícia e Real Universidade de São Tomás de Aquino. Foi Reitor do Seminário da UST (1968/70) e Reitor da Universidade da UST (1970/77) e primeiro Reitor filipino da Pontifícia e Real Universidade de São Tomás de Aquino (1971/75).
Papa Paulo VI nomeou-o em 25 de junho de 1977 Bispo Titular de Elephantaris na Mauritânia e Bispo Auxiliar em Manila. O núncio apostólico nas Filipinas, Bruno Torpigliani, consagrou-o bispo em 8 de agosto do mesmo ano; Co-consagradores foram Juan Bautista Velasco Díaz OP, Bispo de Xiamen, e Federico O. Escaler SJ, Prelado de Kidapawan.
O Papa João Paulo II o nomeou Arcebispo de Cáceres em 20 de outubro de 1983. Em 8 de setembro de 2012, o Papa Bento XVI aceitou seu pedido de demissão relacionado à idade.
Legaspi foi Presidente da Conferência dos Bispos Católicos das Filipinas (CBCP). Foi membro do Conselho Permanente do Sínodo dos Bispos no Vaticano. Foi membro da Congregação para os Institutos de Vida Consagrada e para as Sociedades de Vida Apostólica e da Congregação para o Clero.